# St. Johannes Baptist (Huttenwang)

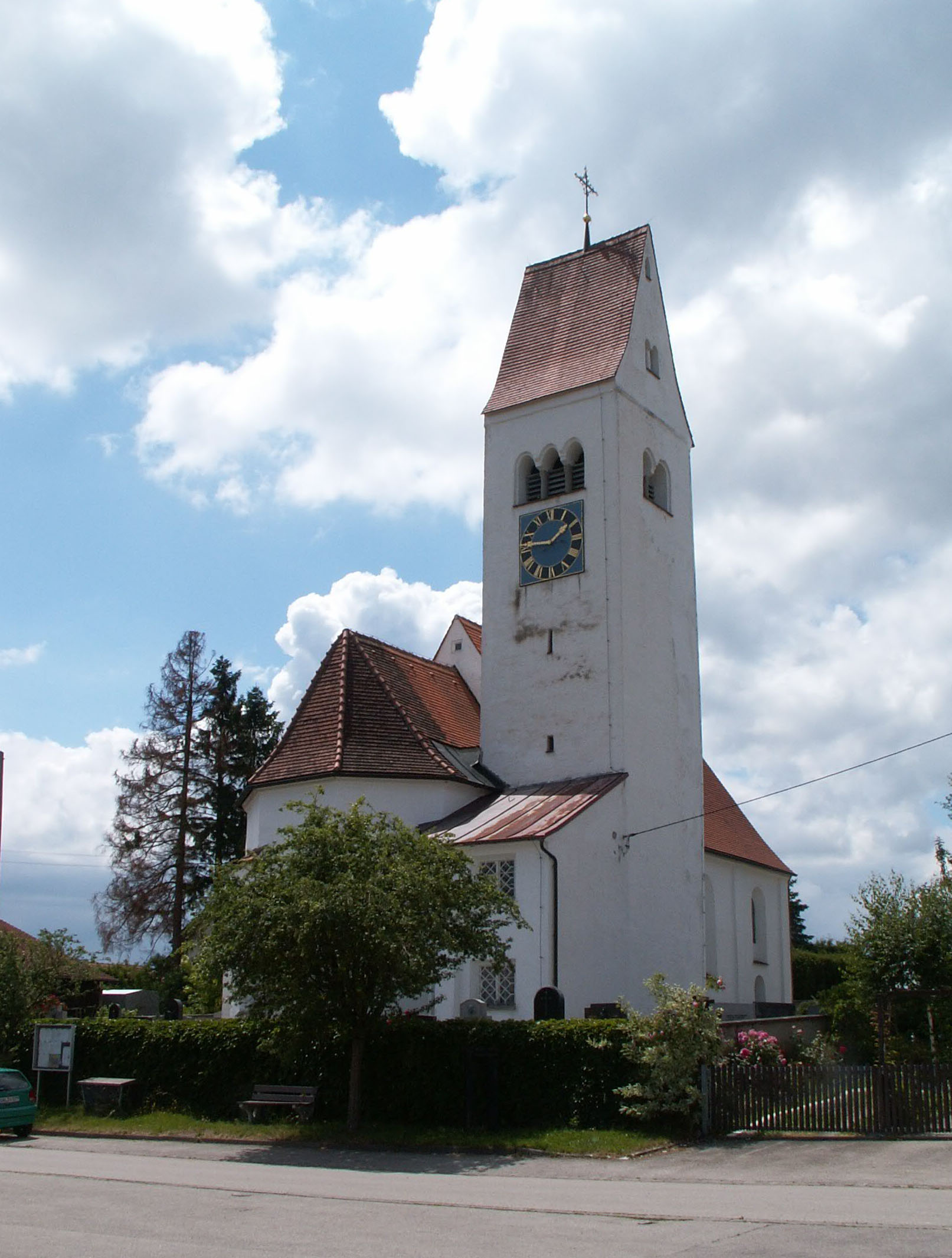
St. Johannes Baptist in Huttenwang

Die römisch-katholische Pfarrkirche St. Johannes Baptist steht in Huttenwang, einem Gemeindeteil von Aitrang im schwäbischen Landkreis Ostallgäu in Bayern. Das Bauwerk ist in der Liste der Baudenkmäler in Aitrang als Baudenkmal unter der Nr. D-7-77-111-14 eingetragen. Die Kirchengemeinde gehört zum Dekanat Kaufbeuren des Bistums Augsburg.

## Beschreibung
Die Saalkirche wurde im Kern wohl in der zweiten Hälfte des 15. Jahrhunderts erbaut. Sie besteht aus einem Langhaus, das 1694/96 verändert wurde, einem eingezogenen, mit Strebepfeilern gestützten Chor mit Fünfachtelschluss im Osten und einem Chorflankenturm an der Nordwand des Chors und der Sakristei an der Ostwand des Chorflankenturms. Die oberen Geschosse des quer mit einem Satteldach bedeckten Chorflankenturms beherbergen die Turmuhr und den Glockenstuhl. 
Der Innenraum des Langhauses ist mit einer Flachdecke überspannt, der des Chors mit einem Kreuzrippengewölbe. Die einheitliche neugotische Kirchenausstattung entstand 1885. Die Fresken wurden erst 1913 angebracht. Die Statuen, die die Seitenaltäre flankieren, werden Jörg Lederer zugerechnet. Die Orgel wurde 1992 von Peter Karhausen gebaut.